# Cova de Grabiel
La Cova de Grabiel és una cavitat del terme de Castell de Mur (antic terme de Guàrdia de Tremp, al Pallars Jussà, a prop de l'extrem sud-est del terme, prop del Congost de Terradets.
Està situada a 630 m. alt., al damunt de l'extrem oest de la Roca Regina, a l'esquerra del barranc del Bosc i prop de la capçalera de la llau de Sant Pere.